# エクアドルの国旗
エクアドルの国旗（エクアドルのこっき）は、1860年9月26日に制定された。大コロンビアの国旗に由来するミランダ三色旗もので、コロンビアの国旗やベネズエラの国旗に非常によく似ている。
全国旗中、使用している色数が最も多い（赤、黄、青、緑、白、茶色、山吹色、水色、グレーの9色）が、ほとんどは中央に描かれている国章のものである。

## 様々な旗
- ? 民間使用旗
- エクアドル大統領旗
- 海軍用国籍旗

## 歴代の国旗

?1785年までの旗
?1785年の旗
?1785年 - 1820年
?1820年10月蜂起の旗。現在のグアヤス州州旗でもある
?1819年–1820年までの国旗
?1820年–1821年までの国旗
?1821年–1822年までの国旗
?1821年–1830年までの国旗
?1830年までの国旗
?1830年–1845年までの国旗（別の仕様）
?1830年–1845年までの国旗（別の仕様）
?1845年までの国旗（別の仕様）
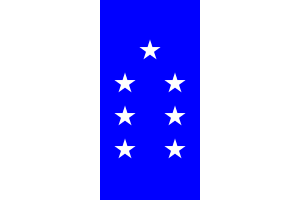
?1845年から1860年までの国旗
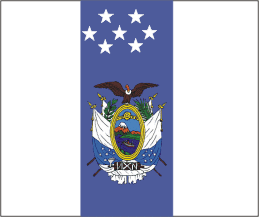
?1845年から1860年までの軍事用旗
?1900年から2009年までの旗（別の仕様、縦横比1:2）